# Llista de microreserves de flora de la província d'Alacant
Llista de micro-reserves de flora de la província d'Alacant declarades per la Conselleria d'Infraestructures, Territori i Medi Ambient de la Generalitat Valenciana. Les micro-reserves són zones de menys de 20 hectàrees d'extensió on es protegeix la conservació de les espècies botàniques rares, endèmiques o amenaçades, o les unitats de vegetació, mitjançant ordre publicada en el Diari Oficial de la Generalitat Valenciana. Algunes micro-reserves poden estar incloses en altres figures de protecció més àmplies.
| Nom                                | Protecció | Extensió (ha) | Localització                                                                            | Codi     | Imatge |
| ---------------------------------- | --- | ------------- | --------------------------------------------------------------------------------------- | -------- | --- |
| Cap de les Hortes                  | | 1,044         | Alacant (Alacantí) 38° 21′ 13″ N, 0° 25′ 15″ O / 38.35356°N,0.42072°O                   | ES520104 | {{ca\|Cap de les Hortes (Alacant)}} · {{WLE-AD-ES\|ES520104}} · {{Object location dec\|38.35356\|-0.42072\|region:ES-VC_type:forest_dim:360_source:cawiki}} · [[Categoria:Microreserves of flora in the Land of Valencia]]                   |
| Corrals del Marqués                | | 0,618         | Alacant (Alacantí) 38° 27′ 53″ N, 0° 30′ 39″ O / 38.46459°N,0.51078°O                   | ES520111 | {{ca\|Corrals del Marqués (Alacant)}} · {{WLE-AD-ES\|ES520111}} · {{Object location dec\|38.46459\|-0.51078\|region:ES-VC_type:forest_dim:140_source:cawiki}} · [[Categoria:Microreserves of flora in the Land of Valencia]]                 |
| Saladar de Fontcalent              | | 13,792        | Alacant (Alacantí) 38° 22′ 34″ N, 0° 34′ 03″ O / 38.3761°N,0.5676°O                     | ES520231 | {{ca\|Saladar de Fontcalent (Alacant)}} · {{WLE-AD-ES\|ES520231}} · {{Object location dec\|38.3761\|-0.5676\|region:ES-VC_type:forest_dim:640_source:cawiki}} · [[Categoria:Microreserves of flora in the Land of Valencia]]                 |
| Illot de la Nau                    | LIC Illa de Tabarca, ZEPA Illots de Tabarca                                                                           | 0,462         | Alacant (Alacantí) 38° 09′ 40″ N, 0° 27′ 33″ O / 38.16120°N,0.45924°O                   | ES520237 | {{ca\|Illot de la Nau (Alacant)}} · {{WLE-AD-ES\|ES520237}} · {{Object location dec\|38.16120\|-0.45924\|region:ES-VC_type:isle_dim:80_source:cawiki}} · [[Categoria:La Nau i la Naveta]]                                                    |
| Cova del Canelobre                 | Cova catalogada, ZEPA Cabeçó d'Or i la Grana                                                                          | 1,895         | Busot (Alacantí) 38° 30′ 34″ N, 0° 24′ 39″ O / 38.5094°N,0.4107°O                       | ES520113 | {{ca\|Reserva de la cova del Canelobre (Busot)}} · {{WLE-AD-ES\|ES520113}} · {{Object location dec\|38.5094\|-0.4107\|region:ES-VC_type:forest_dim:210_source:cawiki}} · [[Categoria:Microreserves of flora in the Land of Valencia]]        |
| Serra del Cabeçó d'Or              | ZEPA Cabeçó d'Or i la Grana                                                                                           | 6,905         | Busot (Alacantí) 38° 31′ 33″ N, 0° 24′ 27″ O / 38.5258°N,0.4074°O                       | ES520149 | {{ca\|Serra del Cabeçó d'Or (Busot)}} · {{WLE-AD-ES\|ES520149}} · {{Object location dec\|38.5258\|-0.4074\|region:ES-VC_type:forest_dim:430_source:cawiki}} · [[Categoria:Cabeçó d'Or]]                                                      |
| Bec de l'Àguila                    | ZEPA Riu Montnegre | 1,114         | Mutxamel (Alacantí) 38° 27′ 18″ N, 0° 31′ 13″ O / 38.4551°N,0.5202°O                    | ES520096 | {{ca\|Bec de l'Àguila (Mutxamel)}} · {{WLE-AD-ES\|ES520096}} · {{Object location dec\|38.4551\|-0.5202\|region:ES-VC_type:forest_dim:190_source:cawiki}} · [[Categoria:Microreserves of flora in the Land of Valencia]]                      |
| Barranc del Carrascal Negre        | | 19,887        | Xixona (Alacantí) 38° 33′ 23″ N, 0° 32′ 43″ O / 38.5564°N,0.5452°O                      | ES520218 | {{ca\|Barranc del Carrascal Negre (Xixona)}} · {{WLE-AD-ES\|ES520218}} · {{Object location dec\|38.5564\|-0.5452\|region:ES-VC_type:forest_dim:860_source:cawiki}} · [[Categoria:Microreserves of flora in the Land of Valencia]]            |
| Barranc del Trisinal               | | 8,96          | Xixona (Alacantí) 38° 36′ 02″ N, 0° 31′ 06″ O / 38.6006°N,0.5184°O                      | ES520409 | {{ca\|Barranc del Trisinal (Xixona)}} · {{WLE-AD-ES\|ES520409}} · {{Object location dec\|38.6006\|-0.5184\|region:ES-VC_type:forest_dim:650_source:cawiki}} · [[Categoria:Microreserves of flora in the Land of Valencia]]                   |
| El Menejador                       | Parc natural Font Roja, LIC i ZEPA Serres de Mariola i de la Font Roja                                                | 1,197         | Alcoi (Alcoià) 38° 39′ 34″ N, 0° 32′ 25″ O / 38.65944°N,0.54038°O                       | ES520119 | {{ca\|El Menejador (Alcoi)}} · {{WLE-AD-ES\|ES520119}} · {{Object location dec\|38.65944\|-0.54038\|region:ES-VC_type:forest_dim:240_source:cawiki}} · [[Categoria:Microreserves of flora in the Land of Valencia]]                          |
| Mas de Cotet                       | Parc natural Font Roja, LIC i ZEPA Serres de Mariola i de la Font Roja                                                | 19,987        | Alcoi (Alcoià) 38° 39′ 41″ N, 0° 33′ 09″ O / 38.6615°N,0.5524°O                         | ES520165 | {{ca\|Mas de Cotet (Alcoi)}} · {{WLE-AD-ES\|ES520165}} · {{Object location dec\|38.6615\|-0.5524\|region:ES-VC_type:forest_dim:760_source:cawiki}} · [[Categoria:Microreserves of flora in the Land of Valencia]]                            |
| Pilar de Ximo                      | Parc natural Font Roja, LIC i ZEPA Serres de Mariola i de la Font Roja                                                | 19,95         | Alcoi (Alcoià) 38° 39′ 35″ N, 0° 33′ 58″ O / 38.6598°N,0.5661°O                         | ES520167 | {{ca\|Pilar de Ximo (Alcoi)}} · {{WLE-AD-ES\|ES520167}} · {{Object location dec\|38.6598\|-0.5661\|region:ES-VC_type:forest_dim:700_source:cawiki}} · [[Categoria:Microreserves of flora in the Land of Valencia]]                           |
| Mola de Serelles                   | Parc natural Serra de Mariola, LIC i ZEPA Serres de Mariola i de la Font Roja                                         | 19,689        | Alcoi (Alcoià) 38° 43′ 36″ N, 0° 29′ 36″ O / 38.7267°N,0.4933°O                         | ES520226 | {{ca\|Mola de Serelles (Alcoi)}} · {{WLE-AD-ES\|ES520226}} · {{Object location dec\|38.7267\|-0.4933\|region:ES-VC_type:forest_dim:750_source:cawiki}} · [[Categoria:Microreserves of flora in the Land of Valencia]]                        |
| Ombria del Garrofer                | Parc natural Serra de Mariola, LIC i ZEPA Serres de Mariola i de la Font Roja                                         | 19,992        | Alcoi (Alcoià) 38° 42′ 51″ N, 0° 29′ 42″ O / 38.7143°N,0.4949°O                         | ES520229 | {{ca\|Ombria del Garrofer (Alcoi)}} · {{WLE-AD-ES\|ES520229}} · {{Object location dec\|38.7143\|-0.4949\|region:ES-VC_type:forest_dim:1900_source:cawiki}} · [[Categoria:Microreserves of flora in the Land of Valencia]]                    |
| Ombria del Mas del Carrascal       | Paisatge Serra del Maigmó i Serra del Sit, LIC i ZEPA Maigmó i Serres de la Foia de Castalla                          | 20            | Castalla (Alcoià) 38° 34′ 25″ N, 0° 43′ 25″ O / 38.5736°N,0.7236°O                      | ES520315 | {{ca\|Ombria del Mas del Carrascal (Castalla)}} · {{WLE-AD-ES\|ES520315}} · {{Object location dec\|38.5736\|-0.7236\|region:ES-VC_type:forest_dim:780_source:cawiki}} · [[Categoria:Microreserves of flora in the Land of Valencia]]         |
| La Replana                         | Paisatge Serra del Maigmó i Serra del Sit, LIC i ZEPA Maigmó i Serres de la Foia de Castalla                          | 20            | Castalla (Alcoià) 38° 34′ 15″ N, 0° 43′ 39″ O / 38.5709°N,0.7274°O                      | ES520325 | {{ca\|La Replana (Castalla)}} · {{WLE-AD-ES\|ES520325}} · {{Object location dec\|38.5709\|-0.7274\|region:ES-VC_type:forest_dim:1100_source:cawiki}} · [[Categoria:Microreserves of flora in the Land of Valencia]]                          |
| Torretes                           | Parc natural Font Roja, LIC i ZEPA Serres de Mariola i de la Font Roja, Reserva de fauna Torretes Font Roja           | 20            | Ibi (Alcoià) 38° 38′ 35″ N, 0° 32′ 12″ O / 38.6430°N,0.5367°O                           | ES520410 | {{ca\|Torretes (Ibi)}} · {{WLE-AD-ES\|ES520410}} · {{Object location dec\|38.6430\|-0.5367\|region:ES-VC_type:forest_dim:720_source:cawiki}} · [[Categoria:Microreserves of flora in the Land of Valencia]]                                  |
| Alt de les Xemeneies               | Paisatge Serra del Maigmó i Serra del Sit, LIC i ZEPA Maigmó i Serres de la Foia de Castalla                          | 1,957         | Tibi (Alcoià) 38° 30′ 33″ N, 0° 38′ 54″ O / 38.50910°N,0.64829°O                        | ES520092 | {{ca\|Alt de les Xemeneies (Tibi)}} · {{WLE-AD-ES\|ES520092}} · {{Object location dec\|38.50910\|-0.64829\|region:ES-VC_type:forest_dim:470_source:cawiki}} · [[Categoria:Microreserves of flora in the Land of Valencia]]                   |
| Coll de la Xau                     | Paisatge Serra del Maigmó i Serra del Sit, LIC i ZEPA Maigmó i Serres de la Foia de Castalla                          | 6,56          | Tibi (Alcoià) 38° 30′ 17″ N, 0° 38′ 00″ O / 38.5048°N,0.6332°O                          | ES520109 | {{ca\|Coll de la Xau (Tibi)}} · {{WLE-AD-ES\|ES520109}} · {{Object location dec\|38.5048\|-0.6332\|region:ES-VC_type:forest_dim:700_source:cawiki}} · [[Categoria:Microreserves of flora in the Land of Valencia]]                           |
| Barranc del Toll                   | | 19,77         | Beneixama (Alt Vinalopó) 38° 44′ 22″ N, 0° 44′ 50″ O / 38.7395°N,0.7472°O               | ES520219 | {{ca\|Barranc del Toll (Beneixama)}} · {{WLE-AD-ES\|ES520219}} · {{Object location dec\|38.7395\|-0.7472\|region:ES-VC_type:forest_dim:1800_source:cawiki}} · [[Categoria:Microreserves of flora in the Land of Valencia]]                   |
| El Recondo de Biar                 | LIC i ZEPA Maigmó i Serres de la Foia de Castalla                                                                     | 14,517        | Biar (Alt Vinalopó) 38° 37′ 51″ N, 0° 42′ 54″ O / 38.6309°N,0.7149°O                    | ES520122 | {{ca\|El Recondo de Biar (Biar)}} · {{WLE-AD-ES\|ES520122}} · {{Object location dec\|38.6309\|-0.7149\|region:ES-VC_type:forest_dim:1100_source:cawiki}} · [[Categoria:Microreserves of flora in the Land of Valencia]]                      |
| Corral de Tadeo                    | LIC i ZEPA Maigmó i serres de la Foia de Castalla                                                                     | 8,69          | Biar (Alt Vinalopó) 38° 37′ 02″ N, 0° 46′ 39″ O / 38.6172°N,0.7776°O                    | ES520321 | {{ca\|Corral de Tadeo (Biar)}} · {{WLE-AD-ES\|ES520321}} · {{Object location dec\|38.6172\|-0.7776\|region:ES-VC_type:forest_dim:790_source:cawiki}} · [[Categoria:Microreserves of flora in the Land of Valencia]]                          |
| Cabecicos de Villena               | LIC Saleo y Cabecicos de Villena                                                                                      | 2,393         | Villena (Alt Vinalopó) 38° 38′ 41″ N, 0° 53′ 33″ O / 38.6447°N,0.8924°O                 | ES520097 | {{ca\|Cabecicos de Villena (Villena)}} · {{WLE-AD-ES\|ES520097}} · {{Object location dec\|38.6447\|-0.8924\|region:ES-VC_type:forest_dim:330_source:cawiki}} · [[Categoria:Microreserves of flora in the Land of Valencia]]                  |
| Cova del Lagrimal                  | LIC i ZEPA Serra de Salines                                                                                           | 0,848         | Villena (Alt Vinalopó) 38° 30′ 41″ N, 1° 01′ 14″ O / 38.51135°N,1.02069°O               | ES520114 | {{ca\|Cova del Lagrimal (Villena)}} · {{WLE-AD-ES\|ES520114}} · {{Object location dec\|38.51135\|-1.02069\|region:ES-VC_type:forest_dim:160_source:cawiki}} · [[Categoria:Microreserves of flora in the Land of Valencia]]                   |
| Miramontes                         | | 7,1           | Villena (Alt Vinalopó) 38° 37′ 10″ N, 0° 53′ 57″ O / 38.61949°N,0.89925°O               | ES520239 | {{ca\|Miramontes (Villena)}} · {{WLE-AD-ES\|ES520239}} · {{Object location dec\|38.61949\|-0.89925\|region:ES-VC_type:forest_dim:670_source:cawiki}} · [[Categoria:Microreserves of flora in the Land of Valencia]]                          |
| Rambla de Las Ventanas             | LIC Serra de Crevillent, ZEPA Serres del Sud d'Alacant                                                                | 19,941        | Albatera (Baix Segura) 38° 14′ 35″ N, 0° 55′ 56″ O / 38.2430°N,0.9322°O                 | ES520230 | {{ca\|Rambla de Las Ventanas (Albatera)}} · {{WLE-AD-ES\|ES520230}} · {{Object location dec\|38.2430\|-0.9322\|region:ES-VC_type:forest_dim:1000_source:cawiki}} · [[Categoria:Microreserves of flora in the Land of Valencia]]              |
| Barranc d'Enmig                    | Paratge natural municipal La Pilarica-Serra de Callosa, LIC Serra de Callosa de Segura, ZEPA Serres del Sud d'Alacant | 16,75         | Callosa de Segura (Baix Segura) 38° 07′ 24″ N, 0° 53′ 38″ O / 38.1233°N,0.8939°O        | ES520220 | {{ca\|Barranc d'Enmig (Callosa de Segura)}} · {{WLE-AD-ES\|ES520220}} · {{Object location dec\|38.1233\|-0.8939\|region:ES-VC_type:forest_dim:590_source:cawiki}} · [[Categoria:Microreserves of flora in the Land of Valencia]]             |
| Cova Ahumada                       | Paratge natural municipal La Pilarica-Serra de Callosa                                                                | 11,64         | Callosa de Segura (Baix Segura) 38° 06′ 58″ N, 0° 53′ 32″ O / 38.1161°N,0.8923°O        | ES520369 | {{ca\|Cova Ahumada (Callosa de Segura)}} · {{WLE-AD-ES\|ES520369}} · {{Object location dec\|38.1161\|-0.8923\|region:ES-VC_type:forest_dim:670_source:cawiki}} · [[Categoria:Microreserves of flora in the Land of Valencia]]                |
| Cabezo de las Fuentes              | | 12,7          | Granja de Rocamora (Baix Segura) 38° 09′ 45″ N, 0° 50′ 46″ O / 38.1624°N,0.8462°O       | ES520319 | {{ca\|Cabezo de las Fuentes (Granja de Rocamora)}} · {{WLE-AD-ES\|ES520319}} · {{Object location dec\|38.1624\|-0.8462\|region:ES-VC_type:forest_dim:700_source:cawiki}} · [[Categoria:Microreserves of flora in the Land of Valencia]]      |
| Dunes de Guardamar                 | Zona humida Desembocadura i front litoral del Segura, LIC Dunes de Guardamar                                          | 19,92         | Guardamar del Segura (Baix Segura) 38° 07′ 16″ N, 0° 38′ 37″ O / 38.1211°N,0.6437°O     | ES520282 | {{ca\|Dunes de Guardamar (Guardamar del Segura)}} · {{WLE-AD-ES\|ES520282}} · {{Object location dec\|38.1211\|-0.6437\|region:ES-VC_type:forest_dim:690_source:cawiki}} · [[Categoria:Microreserves of flora in the Land of Valencia]]       |
| Monte Hurchillo                    | | 4,493         | Oriola (Baix Segura) 38° 03′ 18″ N, 0° 55′ 33″ O / 38.0551°N,0.9257°O                   | ES520135 | {{ca\|Monte Hurchillo (Oriola)}} · {{WLE-AD-ES\|ES520135}} · {{Object location dec\|38.0551\|-0.9257\|region:ES-VC_type:forest_dim:370_source:cawiki}} · [[Categoria:Microreserves of flora in the Land of Valencia]]                        |
| Rambla de Las Estacas              | LIC Rambla de Las Estacas                                                                                             | 0,195         | Oriola (Baix Segura) 37° 55′ 46″ N, 0° 43′ 38″ O / 37.92958°N,0.72734°O                 | ES520145 | {{ca\|Rambla de Las Estacas (Oriola)}} · {{WLE-AD-ES\|ES520145}} · {{Object location dec\|37.92958\|-0.72734\|region:ES-VC_type:forest_dim:110_source:cawiki}} · [[Categoria:Microreserves of flora in the Land of Valencia]]                |
| Rincón de Bonanza                  | LIC Serra d'Oriola, ZEPA Serres del Sud d'Alacant                                                                     | 11,064        | Oriola (Baix Segura) 38° 06′ 18″ N, 0° 58′ 25″ O / 38.1049°N,0.9737°O                   | ES520147 | {{ca\|Rincón de Bonanza (Oriola)}} · {{WLE-AD-ES\|ES520147}} · {{Object location dec\|38.1049\|-0.9737\|region:ES-VC_type:forest_dim:550_source:cawiki}} · [[Categoria:Microreserves of flora in the Land of Valencia]]                      |
| Barranc de La Higuerica (El Valle) | LIC Serra d'Oriola, ZEPA Serres del Sud d'Alacant                                                                     | 20            | Oriola (Baix Segura) 38° 06′ 22″ N, 0° 59′ 28″ O / 38.1060°N,0.9912°O                   | ES520318 | {{ca\|Barranc de La Higuerica (Oriola)}} · {{WLE-AD-ES\|ES520318}} · {{Object location dec\|38.1060\|-0.9912\|region:ES-VC_type:forest_dim:800_source:cawiki}} · [[Categoria:Microreserves of flora in the Land of Valencia]]                |
| Penyal de la Lobera                | Paratge natural municipal La Sierra, LIC Serra de Callosa de Segura, ZEPA Serres del Sud d'Alacant                    | 19,375        | Redovà (Baix Segura) 38° 08′ 00″ N, 0° 55′ 26″ O / 38.1332°N,0.9238°O                   | ES520136 | {{ca\|Penyal de la Lobera (Redovà)}} · {{WLE-AD-ES\|ES520136}} · {{Object location dec\|38.1332\|-0.9238\|region:ES-VC_type:forest_dim:1500_source:cawiki}} · [[Categoria:Microreserves of flora in the Land of Valencia]]                   |
| Llacuna Salada de la Mata          | Parc natural, RAMSAR, LIC i ZEPA Llacunes de la Mata-Torrevella                                                       | 0,867         | Torrevella (Baix Segura) 38° 01′ 23″ N, 0° 40′ 56″ O / 38.02295°N,0.68223°O             | ES520224 | {{ca\|Llacuna Salada de la Mata (Torrevella)}} · {{WLE-AD-ES\|ES520224}} · {{Object location dec\|38.02295\|-0.68223\|region:ES-VC_type:forest_dim:160_source:cawiki}} · [[Categoria:Microreserves of flora in the Land of Valencia]]        |
| Llacuna Salada de Torrevella       | Parc natural, RAMSAR, LIC i ZEPA Llacunes de la Mata i Torrevella                                                     | 1,73          | Torrevella (Baix Segura) 38° 01′ 06″ N, 0° 42′ 32″ O / 38.0183°N,0.7090°O               | ES520225 | {{ca\|Llacuna Salada de Torrevella (Torrevella)}} · {{WLE-AD-ES\|ES520225}} · {{Object location dec\|38.0183\|-0.7090\|region:ES-VC_type:forest_dim:220_source:cawiki}} · [[Categoria:Microreserves of flora in the Land of Valencia]]       |
| La Loma                            | Parc natural, RAMSAR, LIC i ZEPA Llacunes de la Mata-Torrevella                                                       | 19,39         | Torrevella (Baix Segura) 38° 01′ 56″ N, 0° 42′ 36″ O / 38.0322°N,0.7099°O               | ES520407 | {{ca\|La Loma (Torrevella)}} · {{WLE-AD-ES\|ES520407}} · {{Object location dec\|38.0322\|-0.7099\|region:ES-VC_type:forest_dim:1200_source:cawiki}} · [[Categoria:Microreserves of flora in the Land of Valencia]]                           |
| Cim de Crevillent                  | LIC Serra de Crevillent, ZEPA Serres del sud d'Alacant                                                                | 12,326        | Crevillent (Baix Vinalopó) 38° 16′ 38″ N, 0° 51′ 40″ O / 38.2773°N,0.8611°O             | ES520107 | {{ca\|Cim de Crevillent (Crevillent)}} · {{WLE-AD-ES\|ES520107}} · {{Object location dec\|38.2773\|-0.8611\|region:ES-VC_type:forest_dim:550_source:cawiki}} · [[Categoria:Microreserves of flora in the Land of Valencia]]                  |
| Coll de Sant Juri                  | LIC Serra de Crevillent, ZEPA Serres del Sud d'Alacant                                                                | 1,082         | Crevillent (Baix Vinalopó) 38° 16′ 18″ N, 0° 52′ 00″ O / 38.2717°N,0.8666°O             | ES520110 | {{ca\|Coll de Sant Juri (Crevillent)}} · {{WLE-AD-ES\|ES520110}} · {{Object location dec\|38.2717\|-0.8666\|region:ES-VC_type:forest_dim:170_source:cawiki}} · [[Categoria:Microreserves of flora in the Land of Valencia]]                  |
| El Codo                            | Parc natural i ZEPA El Fondo, RAMSAR El Fondó d'Elx, LIC El Fondo de Crevillent-Elx                                   | 8,591         | Crevillent (Baix Vinalopó) 38° 11′ 34″ N, 0° 46′ 55″ O / 38.1927°N,0.7819°O             | ES520222 | {{ca\|El Codo (Crevillent)}} · {{WLE-AD-ES\|ES520222}} · {{Object location dec\|38.1927\|-0.7819\|region:ES-VC_type:forest_dim:560_source:cawiki}} · [[Categoria:Microreserves of flora in the Land of Valencia]]                            |
| Barranc del Boig                   | | 19,999        | Crevillent (Baix Vinalopó) 38° 16′ 17″ N, 0° 47′ 11″ O / 38.2713°N,0.7865°O             | ES520234 | {{ca\|Barranc del Boig (Crevillent)}} · {{WLE-AD-ES\|ES520234}} · {{Object location dec\|38.2713\|-0.7865\|region:ES-VC_type:forest_dim:1100_source:cawiki}} · [[Categoria:Microreserves of flora in the Land of Valencia]]                  |
| El Fondó - Els Racons              | Parc natural i ZEPA El Fondo, RAMSAR El Fondó d'Elx, LIC El Fondo de Crevillent-Elx                                   | 20            | Crevillent (Baix Vinalopó) 38° 11′ 15″ N, 0° 47′ 04″ O / 38.1875°N,0.7845°O             | ES520283 | {{ca\|El Fondó - Els Racons (Crevillent)}} · {{WLE-AD-ES\|ES520283}} · {{Object location dec\|38.1875\|-0.7845\|region:ES-VC_type:forest_dim:980_source:cawiki}} · [[Categoria:Microreserves of flora in the Land of Valencia]]              |
| El Fondo - el Derramador           | Parc natural, RAMSAR, LIC i ZEPA El Fondo d'Elx                                                                       | 1,023         | Crevillent (Baix Vinalopó) 38° 12′ 09″ N, 0° 46′ 55″ O / 38.20244°N,0.78187°O           | ES520160 | {{ca\|El Fondo - el Derramador (Crevillent)}} · {{WLE-AD-ES\|ES520160}} · {{Object location dec\|38.20244\|-0.78187\|region:ES-VC_type:forest_dim:260_source:cawiki}} · [[Categoria:Microreserves of flora in the Land of Valencia]]         |
| El Fondo - Bassa Sud               | Parc natural, RAMSAR, LIC i ZEPA El Fondo d'Elx                                                                       | 19,884        | Elx (Baix Vinalopó) 38° 10′ 26″ N, 0° 43′ 03″ O / 38.1739°N,0.7176°O                    | ES520159 | {{ca\|El Fondo - Bassa Sud (Elx)}} · {{WLE-AD-ES\|ES520159}} · {{Object location dec\|38.1739\|-0.7176\|region:ES-VC_type:forest_dim:950_source:cawiki}} · [[Categoria:Microreserves of flora in the Land of Valencia]]                      |
| Dunes de la Marina                 | LIC Dunes de Guardamar                                                                                                | 19,936        | Elx (Baix Vinalopó) 38° 08′ 01″ N, 0° 38′ 21″ O / 38.1337°N,0.6391°O                    | ES520236 | {{ca\|Dunes de la Marina (Elx)}} · {{WLE-AD-ES\|ES520236}} · {{Object location dec\|38.1337\|-0.6391\|region:ES-VC_type:forest_dim:1000_source:cawiki}} · [[Categoria:Microreserves of flora in the Land of Valencia]]                       |
| Barranc de l'Escolgador de Crist   | | 1,477         | Santa Pola (Baix Vinalopó) 38° 12′ 47″ N, 0° 30′ 48″ O / 38.21303°N,0.51327°O           | ES520156 | {{ca\|Barranc de l'Escolgador de Crist (Santa Pola)}} · {{WLE-AD-ES\|ES520156}} · {{Object location dec\|38.21303\|-0.51327\|region:ES-VC_type:forest_dim:250_source:cawiki}} · [[Categoria:Microreserves of flora in the Land of Valencia]] |
| Dunes de Pinet                     | Parc natural, RAMSAR, LIC i ZEPA Salines de Santa Pola                                                                | 0,45          | Santa Pola (Baix Vinalopó) 38° 09′ 23″ N, 0° 37′ 35″ O / 38.15638°N,0.62652°O           | ES520158 | {{ca\|Dunes de Pinet (Santa Pola)}} · {{WLE-AD-ES\|ES520158}} · {{Object location dec\|38.15638\|-0.62652\|region:ES-VC_type:forest_dim:150_source:cawiki}} · [[Categoria:Microreserves of flora in the Land of Valencia]]                   |
| Salines del Pinet                  | Parc natural, RAMSAR, LIC i ZEPA Salines de Santa Pola                                                                | 4,117         | Santa Pola (Baix Vinalopó) 38° 09′ 28″ N, 0° 37′ 52″ O / 38.1577°N,0.6310°O             | ES520242 | {{ca\|Salines del Pinet (Santa Pola)}} · {{WLE-AD-ES\|ES520242}} · {{Object location dec\|38.1577\|-0.6310\|region:ES-VC_type:forest_dim:520_source:cawiki}} · [[Categoria:Microreserves of flora in the Land of Valencia]]                  |
| Teixera d'Agres                    | Parc natural Serra de Mariola, LIC i ZEPA Serres de Mariola i de la Font Roja                                         | 8,587         | Agres (Comtat) 38° 46′ 23″ N, 0° 29′ 48″ O / 38.7730°N,0.4967°O                         | ES520151 | {{ca\|Teixera d'Agres (Agres)}} · {{WLE-AD-ES\|ES520151}} · {{Object location dec\|38.7730\|-0.4967\|region:ES-VC_type:forest_dim:610_source:cawiki}} · [[Categoria:Microreserves of flora in the Land of Valencia]]                         |
| El Recingle                        | Parc natural Serra de Mariola, LIC i ZEPA Serres de Mariola i de la Font Roja                                         | 0,848         | Agres (Comtat) 38° 46′ 05″ N, 0° 30′ 27″ O / 38.76808°N,0.50763°O                       | ES520161 | {{ca\|El Recingle (Agres)}} · {{WLE-AD-ES\|ES520161}} · {{Object location dec\|38.76808\|-0.50763\|region:ES-VC_type:forest_dim:310_source:cawiki}} · [[Categoria:Microreserves of flora in the Land of Valencia]]                           |
| Molí Mató                          | Parc natural Serra de Mariola, LIC i ZEPA Serres de Mariola i de la Font Roja                                         | 3,992         | Agres (Comtat) 38° 46′ 22″ N, 0° 31′ 46″ O / 38.7727°N,0.5294°O                         | ES520227 | {{ca\|Molí Mató (Agres)}} · {{WLE-AD-ES\|ES520227}} · {{Object location dec\|38.7727\|-0.5294\|region:ES-VC_type:forest_dim:350_source:cawiki}} · [[Categoria:Microreserves of flora in the Land of Valencia]]                               |
| Solana de la Cova Alta             | | 14,663        | Agres (Comtat) 38° 48′ 20″ N, 0° 29′ 59″ O / 38.8055°N,0.4997°O                         | ES520232 | {{ca\|Solana de la Cova Alta (Agres)}} · {{WLE-AD-ES\|ES520232}} · {{Object location dec\|38.8055\|-0.4997\|region:ES-VC_type:forest_dim:980_source:cawiki}} · [[Categoria:Microreserves of flora in the Land of Valencia]]                  |
| Alt de la Cava                     | Parc natural Serra de Mariola, LIC i ZEPA Serres de Mariola i de la Font Roja                                         | 14,341        | Agres (Comtat) 38° 46′ 02″ N, 0° 31′ 30″ O / 38.7671°N,0.5250°O                         | ES520280 | {{ca\|Alt de la Cava (Agres)}} · {{WLE-AD-ES\|ES520280}} · {{Object location dec\|38.7671\|-0.5250\|region:ES-VC_type:forest_dim:960_source:cawiki}} · [[Categoria:Microreserves of flora in the Land of Valencia]]                          |
| Lloma del Cavall                   | Parc natural Serra de Mariola, LIC i ZEPA Serres de Mariola i de la Font Roja                                         | 13,251        | Agres (Comtat) 38° 45′ 23″ N, 0° 30′ 43″ O / 38.7563°N,0.5119°O                         | ES520284 | {{ca\|Lloma del Cavall (Agres)}} · {{WLE-AD-ES\|ES520284}} · {{Object location dec\|38.7563\|-0.5119\|region:ES-VC_type:forest_dim:710_source:cawiki}} · [[Categoria:Microreserves of flora in the Land of Valencia]]                        |
| Serra de Serrella-Barranc Fort     | LIC Aitana, Serrella i Puigcampana, ZEPA Muntanyes de la Marina                                                       | 0,061         | Benasau (Comtat) 38° 41′ 54″ N, 0° 18′ 33″ O / 38.69839°N,0.30915°O                     | ES520168 | {{ca\|Serra de Serrella-Barranc Fort (Benasau)}} · {{WLE-AD-ES\|ES520168}} · {{Object location dec\|38.69839\|-0.30915\|region:ES-VC_type:forest_dim:50_source:cawiki}} · [[Categoria:Microreserves of flora in the Land of Valencia]]       |
| Alt de Senabre                     | Paisatge Serpis | 5,61          | Beniarrés (Comtat) 38° 49′ 18″ N, 0° 20′ 52″ O / 38.8218°N,0.3479°O                     | ES520342 | {{ca\|Alt de Senabre (Beniarrés)}} · {{WLE-AD-ES\|ES520342}} · {{Object location dec\|38.8218\|-0.3479\|region:ES-VC_type:forest_dim:620_source:cawiki}} · [[Categoria:Microreserves of flora in the Land of Valencia]]                      |
| Serra del Rentonar                 | | 20            | Benifallim (Comtat) 38° 38′ 48″ N, 0° 24′ 51″ O / 38.6467°N,0.4141°O                    | ES520243 | {{ca\|Serra del Rentonar (Benifallim)}} · {{WLE-AD-ES\|ES520243}} · {{Object location dec\|38.6467\|-0.4141\|region:ES-VC_type:forest_dim:930_source:cawiki}} · [[Categoria:Microreserves of flora in the Land of Valencia]]                 |
| Alt de la Safor                    | Paisatge Serpis, LIC Serra de la Safor, ZEPA Muntanyes de la Marina                                                   | 19,913        | L'Orxa (Comtat) 38° 51′ 40″ N, 0° 15′ 57″ O / 38.8612°N,0.2658°O                        | ES520217 | {{ca\|Alt de la Safor (l'Orxa)}} · {{WLE-AD-ES\|ES520217}} · {{Object location dec\|38.8612\|-0.2658\|region:ES-VC_type:forest_dim:940_source:cawiki}} · [[Categoria:Microreserves of flora in the Land of Valencia]]                        |
| Agulles dels Frares                | LIC Aitana, Serrella i Puigcampana, ZEPA Muntanyes de la Marina                                                       | 19,98         | Quatretondeta (Comtat) 38° 42′ 46″ N, 0° 17′ 56″ O / 38.7129°N,0.2990°O                 | ES520317 | {{ca\|Agulles dels Frares (Quatretondeta)}} · {{WLE-AD-ES\|ES520317}} · {{Object location dec\|38.7129\|-0.2990\|region:ES-VC_type:forest_dim:640_source:cawiki}} · [[Categoria:Microreserves of flora in the Land of Valencia]]             |
| La Canal                           | LIC Aitana, Serrella i Puigcampana, ZEPA Muntanyes de la Marina                                                       | 19,46         | Quatretondeta (Comtat) 38° 42′ 45″ N, 0° 18′ 12″ O / 38.7124°N,0.3032°O                 | ES520324 | {{ca\|La Canal (Quatretondeta)}} · {{WLE-AD-ES\|ES520324}} · {{Object location dec\|38.7124\|-0.3032\|region:ES-VC_type:forest_dim:660_source:cawiki}} · [[Categoria:Microreserves of flora in the Land of Valencia]]                        |
| Cala Bassetes                      | LIC Ifac | 0,48          | Benissa (Marina Alta) 38° 39′ 45″ N, 0° 05′ 17″ E / 38.66242°N,0.08813°E                | ES520100 | {{ca\|Cala Bassetes (Benissa)}} · {{WLE-AD-ES\|ES520100}} · {{Object location dec\|38.66242\|0.08813\|region:ES-VC_type:forest_dim:150_source:cawiki}} · [[Categoria:Microreserves of flora in the Land of Valencia]]                        |
| Cala Fustera                       | LIC Ifac | 0,117         | Benissa (Marina Alta) 38° 39′ 55″ N, 0° 05′ 21″ E / 38.665412°N,0.089099°E              | ES520101 | {{ca\|Cala Fustera (Benissa)}} · {{WLE-AD-ES\|ES520101}} · {{Object location dec\|38.665412\|0.089099\|region:ES-VC_type:forest_dim:100_source:cawiki}} · [[Categoria:Cala de la Fustera]]                                                   |
| Arc de Bèrnia                      | Paisatge i LIC Serres de Bèrnia i el Ferrer, ZEPA Muntanyes de la Marina                                              | 5,8           | Benissa (Marina Alta) 38° 39′ 26″ N, 0° 01′ 27″ O / 38.6573°N,0.0242°O                  | ES520154 | {{ca\|Arc de Bèrnia (Benissa)}} · {{WLE-AD-ES\|ES520154}} · {{Object location dec\|38.6573\|-0.0242\|region:ES-VC_type:forest_dim:300_source:cawiki}} · [[Categoria:Microreserves of flora in the Land of Valencia]]                         |
| Ombria de Bèrnia                   | Paisatge i LIC Serres de Bèrnia i el Ferrer, ZEPA Muntanyes de la Marina                                              | 1,46          | Benissa (Marina Alta) 38° 39′ 31″ N, 0° 01′ 17″ E / 38.65867°N,0.02142°E                | ES520166 | {{ca\|Ombria de Bèrnia (Benissa)}} · {{WLE-AD-ES\|ES520166}} · {{Object location dec\|38.65867\|0.02142\|region:ES-VC_type:forest_dim:210_source:cawiki}} · [[Categoria:Microreserves of flora in the Land of Valencia]]                     |
| Forat de Bèrnia                    | Paisatge i LIC Serres de Bèrnia i el Ferrer, ZEPA Muntanyes de la Marina                                              | 4,05          | Benissa (Marina Alta) 38° 39′ 28″ N, 0° 01′ 51″ O / 38.6577°N,0.0308°O                  | ES520323 | {{ca\|Forat de Bèrnia (Benissa)}} · {{WLE-AD-ES\|ES520323}} · {{Object location dec\|38.6577\|-0.0308\|region:ES-VC_type:forest_dim:440_source:cawiki}} · [[Categoria:Forat de Bèrnia]]                                                      |
| Cases del Cantal                   | Paisatge i LIC Serres de Bèrnia i el Ferrer, ZEPA Muntanyes de la Marina                                              | 3,8           | Benissa (Marina Alta) 38° 39′ 31″ N, 0° 01′ 44″ O / 38.65871°N,0.02880°O                | ES520403 | {{ca\|Cases del Cantal (Benissa)}} · {{WLE-AD-ES\|ES520403}} · {{Object location dec\|38.65871\|-0.02880\|region:ES-VC_type:forest_dim:660_source:cawiki}} · [[Categoria:Microreserves of flora in the Land of Valencia]]                    |
| El Mascarat                        | LIC Serres de Bèrnia i el Ferrer, ZEPA Muntanyes de la Marina                                                         | 3,492         | Calp (Marina Alta) 38° 38′ 20″ N, 0° 00′ 20″ E / 38.6388°N,0.0055°E                     | ES520118 | {{ca\|El Mascarat (Calp)}} · {{WLE-AD-ES\|ES520118}} · {{Object location dec\|38.6388\|0.0055\|region:ES-VC_type:forest_dim:330_source:cawiki}} · [[Categoria:El Mascarat]]                                                                  |
| Penyal d'Ifac nord                 | Parc natural Penyal d'Ifac, LIC Ifac, ZEPA Ifac i Litoral de la Marina                                                | 1,719         | Calp (Marina Alta) 38° 38′ 09″ N, 0° 04′ 29″ E / 38.6359°N,0.0748°E                     | ES520137 | {{ca\|Penyal d'Ifac nord-est (Calp)}} · {{WLE-AD-ES\|ES520137}} · {{Object location dec\|38.6359\|0.0748\|region:ES-VC_type:forest_dim:190_source:cawiki}} · [[Categoria:Penyal d'Ifac]]                                                     |
| Penyal d'Ifac nord-est             | Parc natural Penyal d'Ifac, LIC Ifac, ZEPA Ifac i Litoral de la Marina                                                | 0,309         | Calp (Marina Alta) 38° 38′ 06″ N, 0° 04′ 34″ E / 38.63511°N,0.07611°E                   | ES520138 | {{ca\|Penyal d'Ifac nord-est (Calp)}} · {{WLE-AD-ES\|ES520138}} · {{Object location dec\|38.63511\|0.07611\|region:ES-VC_type:forest_dim:90_source:cawiki}} · [[Categoria:Penyal d'Ifac]]                                                    |
| La Caleta                          | LIC Ifac | 0,167         | Calp (Marina Alta) 38° 39′ 03″ N, 0° 04′ 42″ E / 38.65071°N,0.07838°E                   | ES520163 | {{ca\|La Caleta (Calp)}} · {{WLE-AD-ES\|ES520163}} · {{Object location dec\|38.65071\|0.07838\|region:ES-VC_type:forest_dim:160_source:cawiki}} · [[Categoria:Microreserves of flora in the Land of Valencia]]                               |
| Morro de Toix                      | LIC Serres de Bèrnia i el Ferrer, ZEPA Muntanyes de la Marina                                                         | 19,975        | Calp (Marina Alta) 38° 37′ 55″ N, 0° 01′ 19″ E / 38.6319°N,0.0219°E                     | ES520228 | {{ca\|Morro de Toix (Calp)}} · {{WLE-AD-ES\|ES520228}} · {{Object location dec\|38.6319\|0.0219\|region:ES-VC_type:forest_dim:2000_source:cawiki}} · [[Categoria:Morro de Toix]]                                                             |
| Coll del Faixuc                    | LIC Serres de Bèrnia i el Ferrer, ZEPA Muntanyes de la Marina                                                         | 6,169         | Calp (Marina Alta) 38° 38′ 37″ N, 0° 00′ 18″ O / 38.6436°N,0.0049°O                     | ES520281 | {{ca\|Coll del Faixuc (Calp)}} · {{WLE-AD-ES\|ES520281}} · {{Object location dec\|38.6436\|-0.0049\|region:ES-VC_type:forest_dim:390_source:cawiki}} · [[Categoria:Microreserves of flora in the Land of Valencia]]                          |
| Salines de Calp                    | Zona humida Salines de Calp                                                                                           | 14,04         | Calp (Marina Alta) 38° 38′ 51″ N, 0° 03′ 59″ E / 38.6474°N,0.0664°E                     | ES520372 | {{ca\|Salines de Calp (Calp)}} · {{WLE-AD-ES\|ES520372}} · {{Object location dec\|38.6474\|0.0664\|region:ES-VC_type:forest_dim:1100_source:cawiki}} · [[Categoria:Salines de Calp]]                                                         |
| Banys de la Reina                  | | 0,39          | Calp (Marina Alta) 38° 38′ 29″ N, 0° 03′ 41″ E / 38.64138°N,0.06133°E                   | ES520402 | {{ca\|Banys de la Reina (Calp)}} · {{WLE-AD-ES\|ES520402}} · {{Object location dec\|38.64138\|0.06133\|region:ES-VC_type:forest_dim:210_source:cawiki}} · [[Categoria:Banys de la Reina, Calp]]                                              |
| Cova de l'Aigua                    | Parc natural i LIC el Montgó, ZEPA Montgó - Cap de Sant Antoni                                                        | 5,355         | Dénia (Marina Alta) 38° 48′ 54″ N, 0° 06′ 32″ E / 38.8149°N,0.1090°E                    | ES520112 | {{ca\|Cova de l'Aigua (Dénia)}} · {{WLE-AD-ES\|ES520112}} · {{Object location dec\|38.8149\|0.1090\|region:ES-VC_type:forest_dim:330_source:cawiki}} · [[Categoria:Microreserves of flora in the Land of Valencia]]                          |
| Les Rotes-A                        | LIC el Montgó | 0,111         | Dénia (Marina Alta) 38° 50′ 02″ N, 0° 08′ 14″ E / 38.83376°N,0.13734°E                  | ES520130 | {{ca\|Les Rotes-A (Dénia)}} · {{WLE-AD-ES\|ES520130}} · {{Object location dec\|38.83376\|0.13734\|region:ES-VC_type:forest_dim:100_source:cawiki}} · [[Categoria:Microreserves of flora in the Land of Valencia]]                            |
| Les Rotes-B                        | Reserva natural Cap de Sant Antoni, LIC el Montgó                                                                     | 0,569         | Dénia (Marina Alta) 38° 49′ 55″ N, 0° 08′ 38″ E / 38.83189°N,0.14383°E                  | ES520131 | {{ca\|Les Rotes-B (Dénia)}} · {{WLE-AD-ES\|ES520131}} · {{Object location dec\|38.83189\|0.14383\|region:ES-VC_type:forest_dim:370_source:cawiki}} · [[Categoria:Microreserves of flora in the Land of Valencia]]                            |
| Les Rotes-C                        | LIC el Montgó | 0,663         | Dénia (Marina Alta) 38° 49′ 25″ N, 0° 09′ 30″ E / 38.82375°N,0.15844°E                  | ES520132 | {{ca\|Les Rotes-C (Dénia)}} · {{WLE-AD-ES\|ES520132}} · {{Object location dec\|38.82375\|0.15844\|region:ES-VC_type:forest_dim:240_source:cawiki}} · [[Categoria:Les Rotes]]                                                                 |
| Barranc de l'Emboixar              | Parc natural i LIC el Montgó, ZEPA Montgó - Cap de Sant Antoni                                                        | 19,554        | Dénia (Marina Alta) 38° 48′ 24″ N, 0° 07′ 43″ E / 38.8068°N,0.1286°E                    | ES520233 | {{ca\|Barranc de l'Emboixar (Dénia)}} · {{WLE-AD-ES\|ES520233}} · {{Object location dec\|38.8068\|0.1286\|region:ES-VC_type:forest_dim:630_source:cawiki}} · [[Categoria:Microreserves of flora in the Land of Valencia]]                    |
| Cala del Portitxolet               | | 0,347         | Teulada (Marina Alta) 38° 41′ 12″ N, 0° 08′ 22″ E / 38.68679°N,0.13958°E                | ES520157 | {{ca\|Cala del Portitxolet (Teulada)}} · {{WLE-AD-ES\|ES520157}} · {{Object location dec\|38.68679\|0.13958\|region:ES-VC_type:forest_dim:130_source:cawiki}} · [[Categoria:Microreserves of flora in the Land of Valencia]]                 |
| Cap d'Or                           | Reserva de fauna Cova de les Rates Penades de Moraira, LIC i ZEPA Penya-segats de la Marina                           | 20            | Teulada (Marina Alta) 38° 41′ 01″ N, 0° 09′ 04″ E / 38.6837°N,0.1511°E                  | ES520235 | {{ca\|Cap d'Or (Teulada)}} · {{WLE-AD-ES\|ES520235}} · {{Object location dec\|38.6837\|0.1511\|region:ES-VC_type:forest_dim:1040_source:cawiki}} · [[Categoria:Cape Or Tower]]                                                               |
| Cala de Llebeig                    | LIC i ZEPA Penya-segats de la Marina                                                                                  | 20            | Teulada (Marina Alta) 38° 41′ 48″ N, 0° 09′ 15″ E / 38.6968°N,0.1541°E                  | ES520320 | {{ca\|Cala de Llebeig (Teulada)}} · {{WLE-AD-ES\|ES520320}} · {{Object location dec\|38.6968\|0.1541\|region:ES-VC_type:forest_dim:750_source:cawiki}} · [[Categoria:Microreserves of flora in the Land of Valencia]]                        |
| Serra de Cel·letes                 | | 20            | Teulada (Marina Alta) 38° 44′ 51″ N, 0° 05′ 51″ E / 38.7476°N,0.0975°E                  | ES520373 | {{ca\|Serra de Cel·letes (Teulada)}} · {{WLE-AD-ES\|ES520373}} · {{Object location dec\|38.7476\|0.0975\|region:ES-VC_type:forest_dim:870_source:cawiki}} · [[Categoria:Microreserves of flora in the Land of Valencia]]                     |
| Llomes del Xap                     | LIC Valls de la Marina, ZEPA Muntanyes de la Marina                                                                   | 4,456         | Vall de Gallinera (Marina Alta) 38° 49′ 14″ N, 0° 12′ 09″ O / 38.82054°N,0.20252°O      | ES520164 | {{ca\|Llomes del Xap (Vall de Gallinera)}} · {{WLE-AD-ES\|ES520164}} · {{Object location dec\|38.82054\|-0.20252\|region:ES-VC_type:forest_dim:1310_source:cawiki}} · [[Categoria:Microreserves of flora in the Land of Valencia]]           |
| Cap de la Nau                      | | 4,18          | Xàbia (Marina Alta) 38° 44′ 00″ N, 0° 13′ 51″ E / 38.73341°N,0.23089°E                  | ES520103 | {{ca\|Reserva del Cap de la Nau (Xàbia)}} · {{WLE-AD-ES\|ES520103}} · {{Object location dec\|38.73341\|0.23089\|region:ES-VC_type:forest_dim:120_source:cawiki}} · [[Categoria:Cap de la Nau]]                                               |
| Cap de Sant Antoni                 | Parc natural i LIC el Montgó, ZEPA Montgó - Cap de Sant Antoni                                                        | 2,994         | Xàbia (Marina Alta) 38° 48′ 16″ N, 0° 11′ 47″ E / 38.8044°N,0.1965°E                    | ES520105 | {{ca\|Reserva del Cap de Sant Antoni (Xàbia)}} · {{WLE-AD-ES\|ES520105}} · {{Object location dec\|38.8044\|0.1965\|region:ES-VC_type:forest_dim:380_source:cawiki}} · [[Categoria:Cap de Sant Antoni]]                                       |
| Platja del Portixol                | LIC i ZEPA Penya-segats de la Marina                                                                                  | 0,842         | Xàbia (Marina Alta) 38° 45′ 14″ N, 0° 13′ 30″ E / 38.75383°N,0.22503°E                  | ES520142 | {{ca\|Platja del Portixol (Xàbia)}} · {{WLE-AD-ES\|ES520142}} · {{Object location dec\|38.75383\|0.22503\|region:ES-VC_type:forest_dim:230_source:cawiki}} · [[Categoria:Microreserves of flora in the Land of Valencia]]                    |
| Illot de la Mona                   | Reserva natural Cap de Sant Antoni, LIC el Montgó, ZEPA Montgó - Cap de Sant Antoni                                   | 0,068         | Xàbia (Marina Alta) 38° 48′ 00″ N, 0° 11′ 51″ E / 38.80013°N,0.19763°E                  | ES520223 | {{ca\|Illot de la Mona (Xàbia)}} · {{WLE-AD-ES\|ES520223}} · {{Object location dec\|38.80013\|0.19763\|region:ES-VC_type:isle_dim:20_source:cawiki}} · [[Categoria:Microreserves of flora in the Land of Valencia]]                          |
| La Granadella                      | LIC i ZEPA Penya-segats de la Marina                                                                                  | 3,367         | Xàbia (Marina Alta) 38° 43′ 43″ N, 0° 10′ 40″ E / 38.7286°N,0.1777°E                    | ES520238 | {{ca\|La Granadella (Xàbia)}} · {{WLE-AD-ES\|ES520238}} · {{Object location dec\|38.7286\|0.1777\|region:ES-VC_type:forest_dim:260_source:cawiki}} · [[Categoria:Microreserves of flora in the Land of Valencia]]                            |
| Cova del Llop Marí                 | Cova catalogada, LIC i ZEPA Penya-segats de la Marina                                                                 | 6,44          | Xàbia (Marina Alta) 38° 43′ 55″ N, 0° 12′ 32″ E / 38.73190°N,0.20902°E                  | ES520322 | {{ca\|Reserva de la Cova del Llop Marí (Xàbia)}} · {{WLE-AD-ES\|ES520322}} · {{Object location dec\|38.73190\|0.20902\|region:ES-VC_type:forest_dim:1000_source:cawiki}} · [[Categoria:Microreserves of flora in the Land of Valencia]]      |
| Serra Gelada-Nord                  | Parc natural Serra Gelada, LIC Serra Gelada i Litoral de la Marina, ZEPA Illots de Benidorm i Serra Gelada            | 7,298         | L'Alfàs del Pi (Marina Baixa) 38° 33′ 10″ N, 0° 03′ 36″ O / 38.5527°N,0.0600°O          | ES520169 | {{ca\|Serra Gelada-Nord (l'Alfàs del Pi)}} · {{WLE-AD-ES\|ES520169}} · {{Object location dec\|38.5527\|-0.0600\|region:ES-VC_type:forest_dim:420_source:cawiki}} · [[Categoria:Microreserves of flora in the Land of Valencia]]              |
| Barranc de les Penyes              | | 0,1           | Altea (Marina Baixa) 38° 38′ 07″ N, 0° 02′ 29″ O / 38.63514°N,0.04145°O                 | ES529999 | {{ca\|Barranc de les Penyes (Altea)}} · {{WLE-AD-ES\|ES529999}} · {{Object location dec\|38.63514\|-0.04145\|region:ES-VC_type:forest_dim:120_source:cawiki}} · [[Categoria:Microreserves of flora in the Land of Valencia]]                 |
| Illa Mitjana                       | Parc natural Serra Gelada, LIC Serra Gelada i Litoral de la Marina, ZEPA Illots de Benidorm i Serra Gelada            | 0,799         | Benidorm (Marina Baixa) 38° 32′ 13″ N, 0° 04′ 21″ O / 38.53692°N,0.07256°O              | ES520162 | {{ca\|Illa Mitjana (Benidorm)}} · {{WLE-AD-ES\|ES520162}} · {{Object location dec\|38.53692\|-0.07256\|region:ES-VC_type:isle_dim:170_source:cawiki}} · [[Categoria:Microreserves of flora in the Land of Valencia]]                         |
| Serra Gelada-Sud                   | Parc natural Serra Gelada, LIC Serra Gelada i Litoral de la Marina, ZEPA Illots de Benidorm i Serra Gelada            | 4,105         | Benidorm (Marina Baixa) 38° 32′ 23″ N, 0° 04′ 30″ O / 38.5396°N,0.0749°O                | ES520170 | {{ca\|Serra Gelada-Sud (Benidorm)}} · {{WLE-AD-ES\|ES520170}} · {{Object location dec\|38.5396\|-0.0749\|region:ES-VC_type:forest_dim:560_source:cawiki}} · [[Categoria:Microreserves of flora in the Land of Valencia]]                     |
| Passet de la Rabosa                | LIC Aitana, Serrella i Puigcampana, ZEPA Muntanyes de la Marina                                                       | 18,29         | Benifato (Marina Baixa) 38° 38′ 59″ N, 0° 15′ 12″ O / 38.6498°N,0.2533°O                | ES520241 | {{ca\|Passet de la Rabosa (Benifato)}} · {{WLE-AD-ES\|ES520241}} · {{Object location dec\|38.6498\|-0.2533\|region:ES-VC_type:forest_dim:1280_source:cawiki}} · [[Categoria:Microreserves of flora in the Land of Valencia]]                 |
| Penya de la Font Vella             | LIC Aitana, Serrella i Puigcampana, ZEPA Muntanyes de la Marina                                                       | 19,9          | Benifato (Marina Baixa) 38° 39′ 04″ N, 0° 14′ 28″ O / 38.6511°N,0.2410°O                | ES520314 | {{ca\|Penya de la Font Vella (Benifato)}} · {{WLE-AD-ES\|ES520314}} · {{Object location dec\|38.6511\|-0.2410\|region:ES-VC_type:forest_dim:970_source:cawiki}} · [[Categoria:Microreserves of flora in the Land of Valencia]]               |
| Runar dels Teixos                  | LIC Aitana, Serrella i Puigcampana, ZEPA Muntanyes de la Marina                                                       | 20            | Benifato (Marina Baixa) 38° 39′ 04″ N, 0° 13′ 58″ O / 38.6511°N,0.2328°O                | ES520316 | {{ca\|Runar dels Teixos (Benifato)}} · {{WLE-AD-ES\|ES520316}} · {{Object location dec\|38.6511\|-0.2328\|region:ES-VC_type:forest_dim:810_source:cawiki}} · [[Categoria:Microreserves of flora in the Land of Valencia]]                    |
| Coll de Ventisquer                 | LIC Aitana, Serrella i Puigcampana, ZEPA Muntanyes de la Marina                                                       | 7,34          | Confrides (Marina Baixa) 38° 39′ 21″ N, 0° 17′ 15″ O / 38.6558°N,0.2876°O               | ES520368 | {{ca\|Coll de Ventisquer (Confrides)}} · {{WLE-AD-ES\|ES520368}} · {{Object location dec\|38.6558\|-0.2876\|region:ES-VC_type:forest_dim:460_source:cawiki}} · [[Categoria:Microreserves of flora in the Land of Valencia]]                  |
| Camarell                           | LIC Aitana, Serrella i Puigcampana, ZEPA Muntanyes de la Marina                                                       | 19,39         | Confrides (Marina Baixa) 38° 41′ 10″ N, 0° 18′ 22″ O / 38.6860°N,0.3061°O               | ES520411 | {{ca\|Camarell (Confrides)}} · {{WLE-AD-ES\|ES520411}} · {{Object location dec\|38.6860\|-0.3061\|region:ES-VC_type:forest_dim:800_source:cawiki}} · [[Categoria:Microreserves of flora in the Land of Valencia]]                            |
| Tossal dels Corbs                  | LIC Algepsars de Finestrat                                                                                            | 0,945         | Finestrat (Marina Baixa) 38° 33′ 43″ N, 0° 12′ 38″ O / 38.56186°N,0.21048°O             | ES520171 | {{ca\|Tossal dels Corbs (Finestrat)}} · {{WLE-AD-ES\|ES520171}} · {{Object location dec\|38.56186\|-0.21048\|region:ES-VC_type:forest_dim:170_source:cawiki}} · [[Categoria:Microreserves of flora in the Land of Valencia]]                 |
| Cim del Puig Campana               | Paisatge Puigcampana i el Ponotx, LIC Aitana, Serrella i Puigcampana, ZEPA Muntanyes de la Marina                     | 19,982        | Finestrat (Marina Baixa) 38° 35′ 55″ N, 0° 11′ 41″ O / 38.5985°N,0.1946°O               | ES520221 | {{ca\|Cim del Puig Campana (Finestrat)}} · {{WLE-AD-ES\|ES520221}} · {{Object location dec\|38.5985\|-0.1946\|region:ES-VC_type:forest_dim:920_source:cawiki}} · [[Categoria:Microreserves of flora in the Land of Valencia]]                |
| Font del Teix                      | LIC Aitana, Serrella i Puigcampana, ZEPA Muntanyes de la Marina                                                       | 2,092         | El Castell de Guadalest (Marina Baixa) 38° 41′ 32″ N, 0° 09′ 30″ O / 38.6923°N,0.1584°O | ES520124 | {{ca\|Font del Teix (Guadalest)}} · {{WLE-AD-ES\|ES520124}} · {{Object location dec\|38.6923\|-0.1584\|region:ES-VC_type:forest_dim:260_source:cawiki}} · [[Categoria:Microreserves of flora in the Land of Valencia]]                       |
| Hort dels Frares                   | LIC Aitana, Serrella i Puigcampana, ZEPA Muntanyes de la Marina                                                       | 20            | Quatretonda (Vall d'Albaida) 38° 42′ 35″ N, 0° 18′ 23″ O / 38.7097°N,0.3064°O           | ES520406 | {{ca\|Hort dels Frares (Quatretonda)}} · {{WLE-AD-ES\|ES520406}} · {{Object location dec\|38.7097\|-0.3064\|region:ES-VC_type:forest_dim:640_source:cawiki}} · [[Categoria:Microreserves of flora in the Land of Valencia]]                  |
| Arenal de Petrer-Almorxó           | Paratge natural municipal Arenal de l'Almorxó, LIC Arenal de Petrer, ZEPA Maigmó i Serres de la Foia de Castalla      | 1,168         | Petrer (Vinalopó Mitjà) 38° 30′ 39″ N, 0° 46′ 46″ O / 38.5107°N,0.7795°O                | ES520155 | {{ca\|Arenal de Petrer-Almorxó (Petrer)}} · {{WLE-AD-ES\|ES520155}} · {{Object location dec\|38.5107\|-0.7795\|region:ES-VC_type:forest_dim:180_source:cawiki}} · [[Categoria:Microreserves of flora in the Land of Valencia]]               |
| Cabeçó de la Sal-A                 | | 0,5           | El Pinós (Vinalopó Mitjà) 38° 23′ 06″ N, 1° 01′ 12″ O / 38.38506°N,1.01996°O            | ES520098 | {{ca\|Cabeçó de la Sal-A (el Pinós)}} · {{WLE-AD-ES\|ES520098}} · {{Object location dec\|38.38506\|-1.01996\|region:ES-VC_type:forest_dim:110_source:cawiki}} · [[Categoria:Microreserves of flora in the Land of Valencia]]                 |
| Cabeçó de la Sal-B                 | | 0,783         | El Pinós (Vinalopó Mitjà) 38° 23′ 17″ N, 1° 00′ 59″ O / 38.38816°N,1.01634°O            | ES520099 | {{ca\|Cabeçó de la Sal-B (el Pinós)}} · {{WLE-AD-ES\|ES520099}} · {{Object location dec\|38.38816\|-1.01634\|region:ES-VC_type:forest_dim:160_source:cawiki}} · [[Categoria:Microreserves of flora in the Land of Valencia]]                 |
| Ombria de l'Algaiat                | | 20            | La Romana (Vinalopó Mitjà) 38° 19′ 49″ N, 0° 55′ 58″ O / 38.3303°N,0.9328°O             | ES520240 | {{ca\|Ombria de l'Algaiat (la Romana)}} · {{WLE-AD-ES\|ES520240}} · {{Object location dec\|38.3303\|-0.9328\|region:ES-VC_type:forest_dim:1260_source:cawiki}} · [[Categoria:Microreserves of flora in the Land of Valencia]]                |